# Afrique du Sud aux Jeux olympiques de la jeunesse d'hiver de 2016
L'Afrique du Sud participe aux Jeux olympiques de la jeunesse d'hiver de 2016 à Lillehammer en Norvège du 12 au 21 février 2016. Une athlète représente le pays pour cette édition.

## Résultats

### Ski alpin
| Athlète                  | Épreuve      | Finale        | Finale        | Finale        | Finale |
| Athlète                  | Épreuve      | Manche 1      | Manche 2      | Total         | Rang   |
| ------------------------ | ------------ | ------------- | ------------- | ------------- | ------ |
| Rachel Elizabeth Olivier | Slalom       | 1 min 15 s 00 | 1 min 09 s 12 | 2 min 24 s 12 | 31     |
| Rachel Elizabeth Olivier | Slalom géant | 1 min 46 s 60 | 1 min 42 s 07 | 3 min 28 s 67 | 36     |